# Sarsina
Sarsina (Sêrsna en dialecte romagnol) est une commune italienne de la province de Forlì-Cesena, dans la région Émilie-Romagne.

## Géographie
La commune de Sarsina se trouve sur la route européenne E45 à 28 km de Cesena et à 25 km de Bagno di Romagna, dans la vallée du fleuve Savio à une altitude moyenne de 243 mètres sur les collines de la Romagne toscane.
La cime la plus élevée dans la commune de Sarsina est le mont Facciano (935 m), accessible depuis le centre habité de Quarto (lac) par un sentier balisé par le Club Alpin Italien (CAI). 

### Climat
La commune Sarsina étant éloignée de la mer Adriatique est soumise à un climat frais et tempéré, avec une pluviométrie abondante et régulière tout au long de l’année. La température moyenne est de 15 °C ;  janvier étant le mois le plus froid avec une moyenne de 4 °C et juillet le plus chaud avec une température moyenne de 25 °C.

## Histoire

### Origine antique

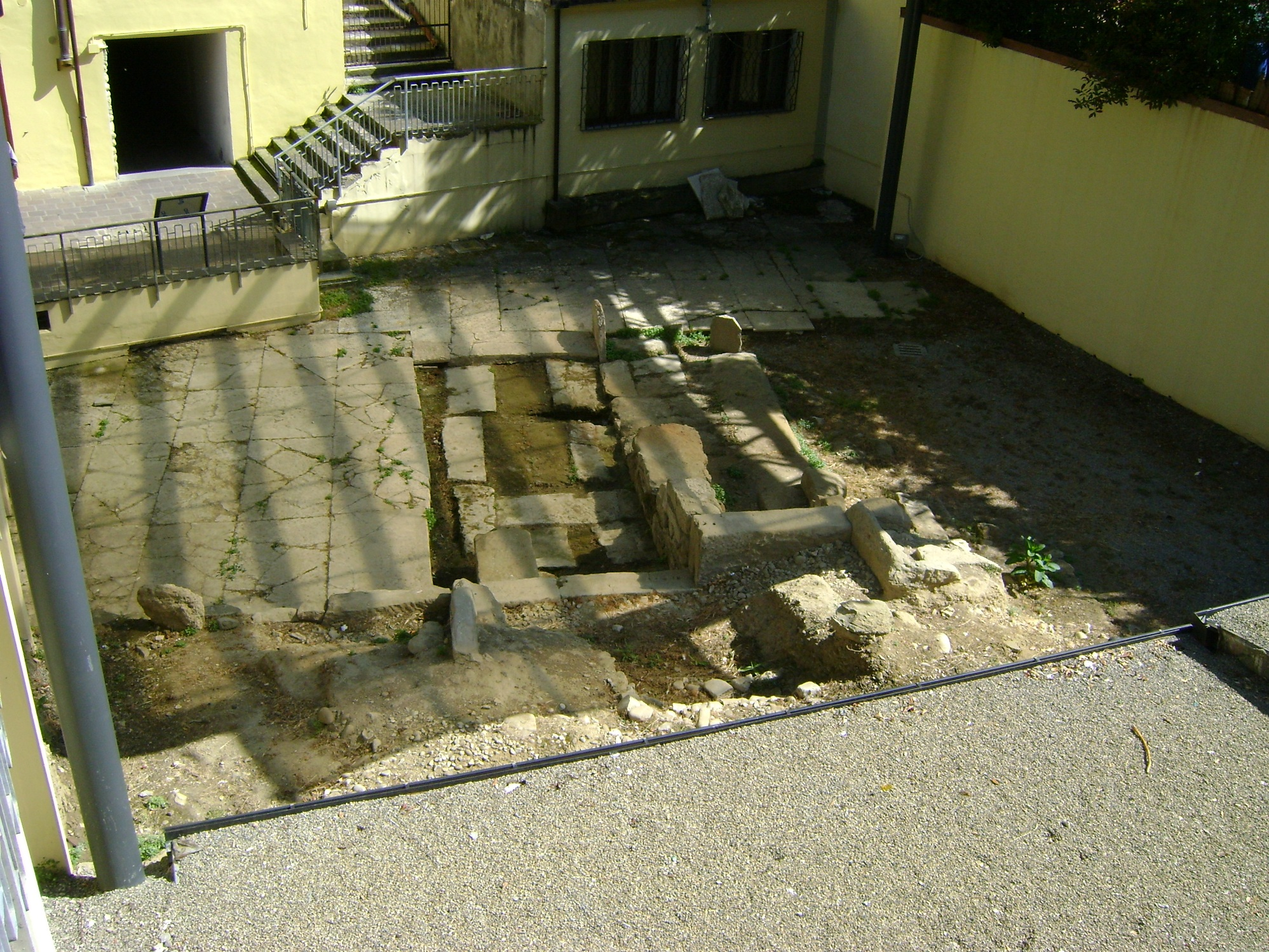
Restes de l’antique centre romain du Ier siècle.

Le premier établissement remonte aux Ombriens, présents dans la vallée du Savio, remonte au IVe siècle av. J.-C. Il fut soumis à la Civilisation romaine en –266, à la suite de deux grandes campagnes militaires, qui lui donna le statut de peuple fédéré, avec néanmoins une certaine autonomie.

En 225 av. J.-C., quand les Romains combattirent contre les Gaulois (peuples), les gens de Sarsina avec les Ombriens fournirent 20 000 soldats aux armées romaines.
Au milieu du Ier siècle av. J.-C., Sassina, devenu municipe romain intégré, fut réorganisé avec la dotation d’une muraille de défense. En cette période on relève la présence de libertus ou libertinus (esclaves affranchis), qui contribuèrent au développement de la cité.

À l’époque d’Auguste, Sarsina est intégré dans la circonscription administrative de la Regio VI Umbria. Durant l'Empire romain, jusqu’au IIIe siècle, le développement de la cité croît notablement grâce à la solide économie pastorale et à ses rapports commerciaux avec le port de Ravenne. La présence, dans les textes anciens, de références aux corporations des fabri (artisans), centonari (fabricants d’étoffe), dendrophori (charpentiers) et muliones (muletiers), témoigneront du considérable volume d’affaires brassé par les différentes activités.
Sarsina subit d’atroces dévastations vers la fin du IIIe siècle, œuvres de populations barbares, comme l'attestent les signes d’un incendie sur les restes des habitations, qui marqua une période de déclin.
Entre le IIIe et le IVe siècle, Sarsina connut son premier évêque Vicinio di Sarsina, devenu saint protecteur de la cité.
La période comprise entre 409 et 470 est marquée par les incursions des Wisigoths et des Hérules.

### Du Moyen Âge à nos jours
En 757, Sarsina fut soumise à l’exarchat de Ravenne. Au Xe siècle, construction de la basilica di San Vicinio, centre de la cité. Puis la cité subit la domination des Ordelaffi, des Malatesta et des Venziani; cette situation fut l’objet de discorde entre les maisons seigneuriales qui amenèrent la ruine de la cité en 1371. 
De 1859 à l’annexion au royaume d'Italie, Sarsina comme toute la Romagne fit partie des États pontificaux. À partir de cette année, les habitants de Sarsina se considérèrent comme faisant partie de la République romaine.
En 1944, une action de représailles nazie occasionna une quantité de morts et de blessés, accompagnée de l’incendie de nombreux édifices publics et privés.

## Monuments et lieux d’intérêt

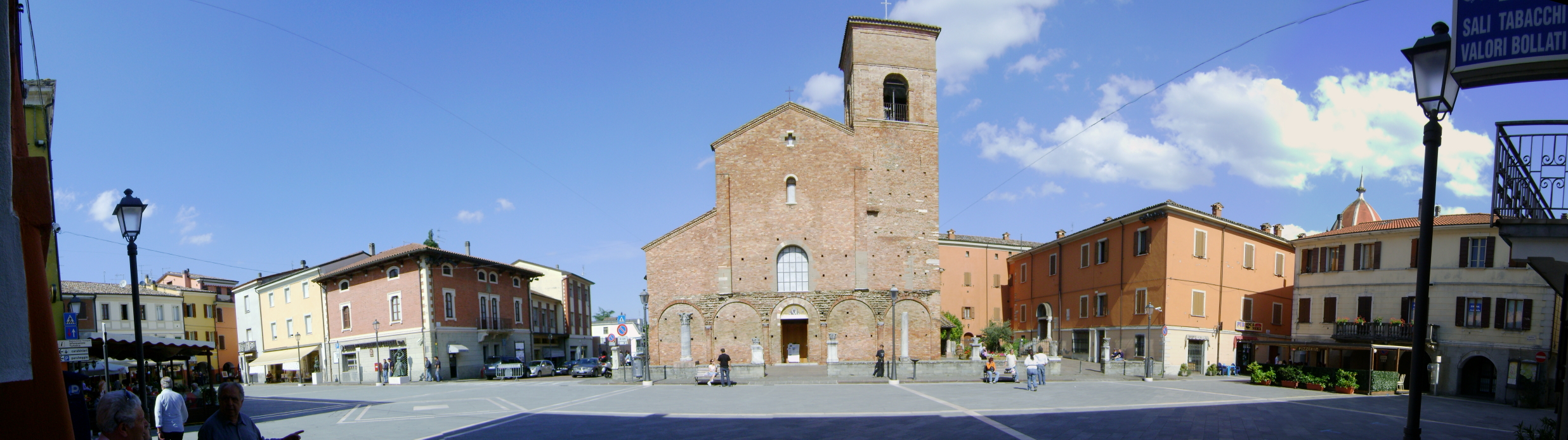
Piazza Plauto.

- Basilica di San Vicinio : érigée entre le Xe et le XIe siècle dans le style roman sur les restes de ruines romaines
- Piazza Plauto: place principale de Sarsina adressée à Tito Maccio Plauto, lieu de rencontre des habitants et touristes
- Via Cesio Sabino : située au centre historique de la cité, en mémoire de Cesio Sabino, personnage important ayant vécu à la fin du Ier siècle et appartenant à la noble dynastie des Flaviens.
- À environ 4 km du centre se trouvent deux palazzi : un du XVIe siècle appelé Il Castello et un second dénommé Il Piano du XVIIIe siècle  récemment restauré.
- À 1 km de Sarsina, dans la localité de Calbano, l'Arena Plautina, réalisation contemporaine dédiée à des scènes de théâtre classique à ciel ouvert.
- le musée national d’archéologie de Sarsina, fondé en 1890.
- le Parco delle marmitte dei giganti (parc des marmites des géants), réserve naturelle.

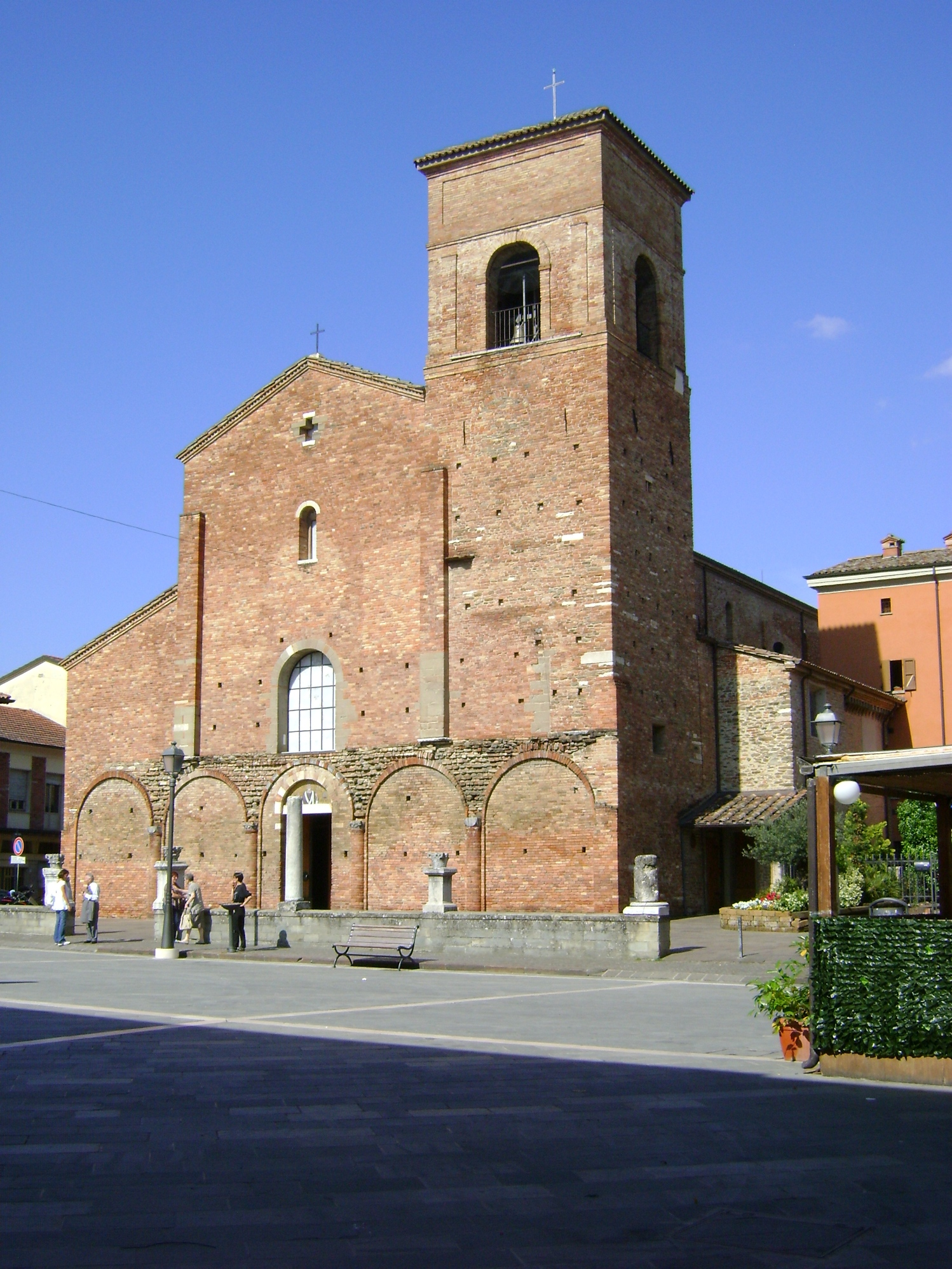
La cathédrale Saint-Vicin (San Vicinio).
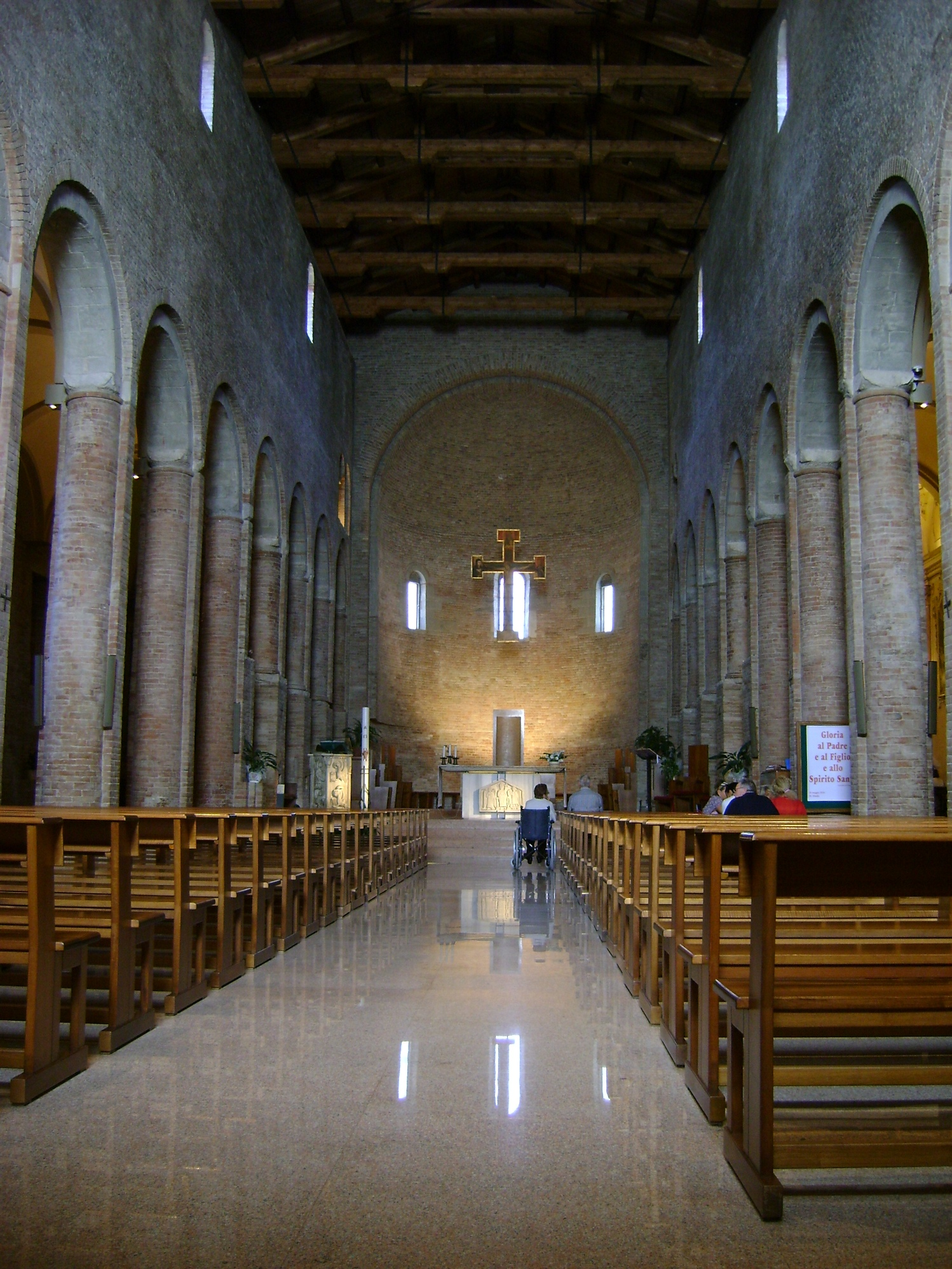
Intérieur de la cathédrale.
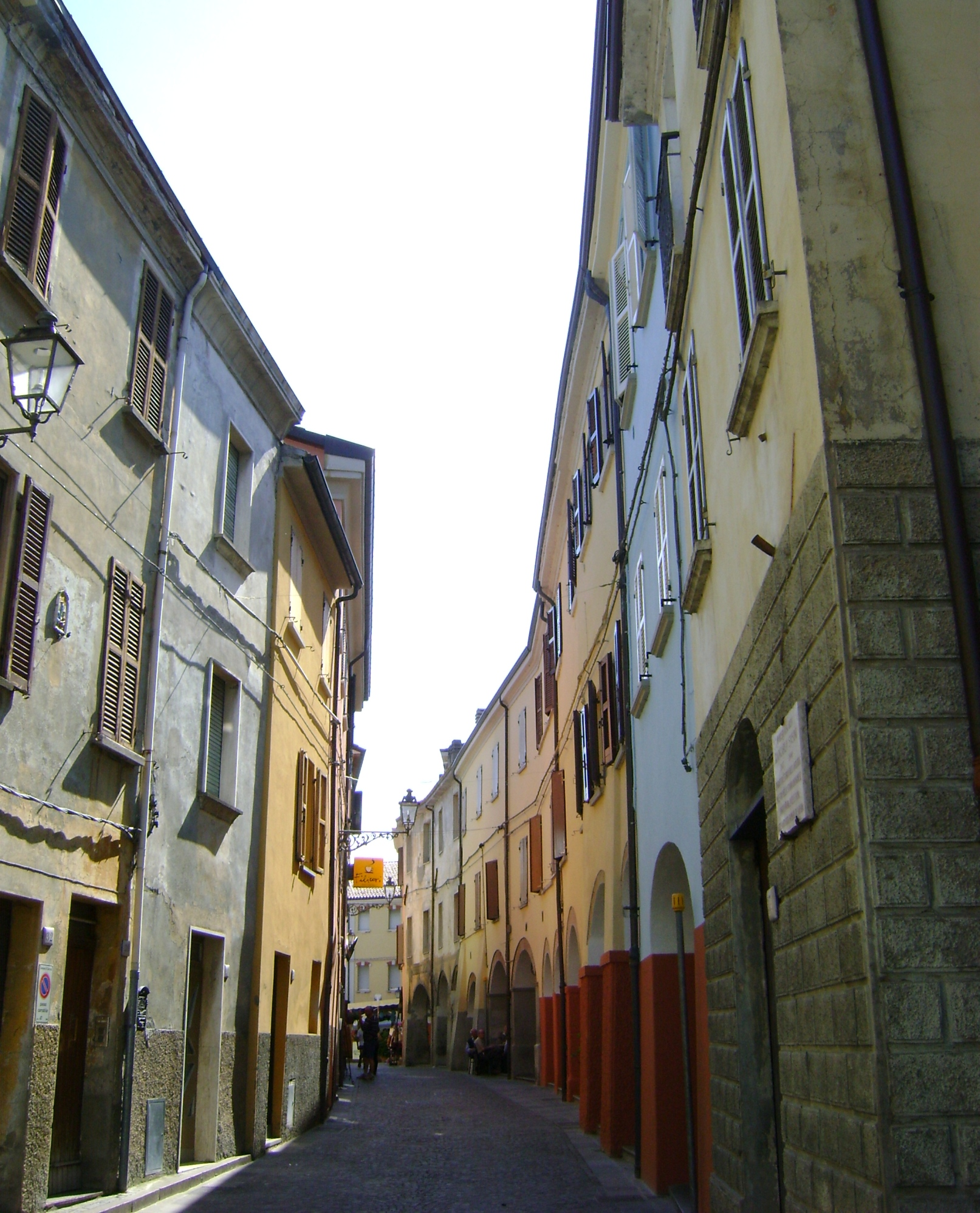
Via Cesio Sabin.

## Administration
| Période                                  | Période    | Identité           | Étiquette                     | Qualité |
| ---------------------------------------- | ---------- | ------------------ | ----------------------------- | ------- |
| 09/06/2009                               | 13/02/2013 | Malio Bartolini    | Liste civique                 |         |
| 27/05/2013                               | 24/10/2017 | Luigino Mengaccini | centre-droit : Sarsina nostra |         |
| 11/06/2018                               | En cours   | Enrico Cangini     | centre-droit : Sarsina nostra |         |
| Les données manquantes sont à compléter. |            |                    |                               |         |

### Hameaux
Calbano, Quarto, Ranchio, Sorbano, Tezzo, Turrito

### Communes limitrophes
Bagno di Romagna 25 km, Césène 28 km, Civitella di Romagna, Mercato Saraceno 5 km, Sant'Agata Feltria 12 km, Santa Sofia, Sogliano al Rubicone 22 km, Verghereto 31 km.

## Population

### Évolution de la population en janvier de chaque année
| 1861  | 1901  | 1921  | 1951  | 1961  | 1971  | 1981  | 1991  | 2001  |
| ----- | ----- | ----- | ----- | ----- | ----- | ----- | ----- | ----- |
| 3 985 | 5 596 | 6 309 | 6 808 | 5 389 | 4 391 | 4 071 | 3 908 | 3 693 |

| 2011  | 2015  | 2020  | - | - | - | - | - | - |
| ----- | ----- | ----- | - | - | - | - | - | - |
| 3 596 | 3 446 | 3 301 | - | - | - | - | - | - |

### Ethnies et minorités étrangères
Selon les données de l’Institut national de statistique (ISTAT) au 1er janvier 2010 la population étrangère résidente était de 268 personnes.
Les nationalités majoritairement représentatives étaient :
| Pos. | Pays     | Population |
| ---- | -------- | ---------- |
| 1    | Maroc    | 63         |
| 2    | Roumanie | 63         |

## Jumelage
- Grebenstein (Allemagne)
- Lezoux (France)
- Lopik (Pays-Bas)

## Sources
- (it) Cet article est partiellement ou en totalité issu de l’article de Wikipédia en italien intitulé « Sarsina » (voir la liste des auteurs) le 25 mai 2012.

1. ↑  (it) Popolazione residente e bilancio demografico sur le site de l'ISTAT.
2. ↑  Sarsina antica le 10-06-2010